# Bitwa pod Truillas
Bitwa pod Truillas – starcie zbrojne, które miało miejsce 22 września 1793 roku podczas wojny rewolucyjnej Francji z Hiszpanią. Była jednym z epizodów wojny w Pirenejach. Naprzeciwko siebie stanęły francuska Armia Wschodnich Pirenejów pod dowództwem  Luca Dagoberta oraz hiszpańska Armia Katalońska, dowodzona przez Antonia Ricardosa. Francuzi podjęli próbę wykorzystania swojego sukcesu z bitwy pod Peyrestortes, co skończyło się ich porażką. Bitwę stoczono w pobliżu wioski Trouillas, leżącej we francuskim departamencie Pireneje Wschodnie, 12 kilometrów na południowy zachód od Perpignan.

## Tło historyczne
Po zdobyciu francuskiego Rousillon w kwietniu 1793 roku, kapitan-generał Ricardos – stojący na czele hiszpańskiej armii – odniósł pasmo zwycięstw nad walczącymi w defensywie siłami Republiki Francuskiej. Oblężenie Bellegarde zakończyło się francuską kapitulacją w dniu 24 czerwca 1793 roku. Od czerwca hiszpańska armia przesunęła się kilka kilometrów na południe od Perpignan – stolicy departamentu. Na początku września Ricardos podjął próbę odizolowania i przejęcia twierdzy Perpignan. Rozmieścił dwie dywizje po zachodniej stronie miasta w celu odcięcia drogi do Narbonne. W międzyczasie bombardował miasto od południa. Francuskie oddziały pod dowództwem generała dywizji Eustache'a Charlesa d'Aoust oraz generała brygady  Louisa Antoine'a Goguet uderzyły na hiszpańskie pozycje generalleutnanta Jerónima Girón-Moctezumy i generalleutnanta Juana de Courten pod Le Vernet. Wywiązała się w ten sposób bitwa pod Peyrestortes, która zakończyła się francuskim zwycięstwem. Po przegranej bitwie z 17 września hiszpańska armia przegrupowała się pod Trouillas.
Następnego dnia po starciu pod Peyrestortes, generał dywizji Luc Siméon Auguste Dagobert został mianowany na stanowisko dowódcy Armii Wschodnich Pirenejów. Chcąc wykorzystać sprzyjającą sytuację wynikłą z ostatniego zwycięstwa, ponaglany przez komisarza Claude'a Fabre, Dagobert postanowił uderzyć na obóz Ricardosa pod Trouillas.

## Przebieg bitwy
Trouillas leży na równinie nad strumykiem Canterrane, na wysokości około 100 metrów. 2,4 kilometra na wschód znajduje się Mas Deu, średniowieczna komanderia templariuszy. Z kolei 5 kilometrów na północny zachód leży Thuir. Ricardos bronił tych pozycji siłami 17 tys. żołnierzy oraz 38 armat. Wzmocnienie obrony przez dołączenie ludzi z drugiego batalionu Barcelońskiego Pułku Piechoty nie powiodło się, jako że Hiszpanie ponieśli zbyt ciężkie straty pod Peyrestortes. Dagobert uderzył na hiszpańską obronę siłą 22 tysięcy żołnierzy. We francuskim ugrupowaniu bojowym znalazły się: 7, 61, 70 oraz 79 Półbrygada Piechoty oraz oddziały Gwardii Narodowej z Gers i Gard.
Dagobert skłaniał się ku otoczeniu hiszpańskich pozycji od strony zachodniej, jednak Fabre wraz z pozostałymi generałami nakłonili go do przeprowadzenia frontalnego natarcia. Wobec tego wyznaczył dywizji generała Gogueta zadanie zaatakowania hiszpańskiego lewego skrzydła w Thuir. Jednocześnie boczna kolumna miała zaatakować miasto od zachodu. Dywizja D'Aousta otrzymała rozkaz uderzenia na hiszpańskie prawe skrzydło w Mas Deu. Tymczasem Dagobert ze swoją dywizją usiłował przebić środkowe ugrupowanie wojsk hiszpańskich. W przeświadczeniu, że Thuir będzie głównym celem francuskiego natarcia, Ricardos przydzielił generałowi Crespo zaledwie 3 tys. ludzi do obrony hiszpańskiego prawego skrzydła. Ponadto przesunął oddziały  Pedra Téllez-Giróna oraz Luisa de Carvajala do obrony Thuir. Atak Dagoberta odepchnął środkowe ugrupowanie Hiszpanów i zmusił ich do cofnięcia się do głównego obozu pod Trouillas. Tymczasem Goguet wbił się w zgrupowanie hiszpańskiej piechoty oraz artylerii na zachodniej flance Thuir, lecz został tam pokonany. Ricardos osobiście poprowadził szarżę jazdy w celu przełamania bocznej kolumny, a następnie powrócił do centrum w celu przezwyciężenia kryzysu. Pod Mas Deu d'Aoust ścierał się z Crespo niewielkimi oddziałami i nie udało mu się stworzyć poważnego zagrożenia dla hiszpańskiego prawego skrzydła. Pozwoliło to Ricardosowi skoncentrować kawalerię przeciwko dywizji Dagoberta. Pokonawszy Gogueta, de Carvajal wyruszył do Trouillas, aby zmusić francuski środek do wycofania się. Udało mu się otoczyć trzy francuskie półbrygady i wziąć do niewoli wielu jeńców. Po całodniowej walce Dagobert wycofał się na północny wschód, w kierunku  Canohès.
Do hiszpańskiego zwycięstwa przyczyniły się także dezorganizacja oraz słabe przygotowanie logistyczne części francuskich oddziałów.

## Skutki walk
Dagobert przyznał się do 1,5 tysiąca ofiar po swojej stronie. Jednak historyk Digby Smith stwierdził, że straty Francuzów były większe: 3 tysiące zabitych i rannych, do tego 1,5 tysiąca żołnierzy w niewoli i 10 dział przejętych przez wroga. Hiszpańska armia straciła 2 tysiące zabitych, rannych oraz zaginionych. De Courten oraz generał Diego Godoy również walczyli po stronie hiszpańskiej. 28 września posłowie Fabre i Raymond Gaston pozbawili Dagoberta dowództwa nad armią i tymczasowo zastąpili go d'Aoustem. Dagobert wraz ze swoją dywizją wrócił do Cerdagne, a 4 października złupił hiszpańskie miasteczko Camprodon. 
Po zwycięstwie pod Trouillas, Ricardos uznał za korzystne rozwiązanie wycofanie się za rzekę Tech. W dniu 3 października hiszpański dowódca i jego 15-tysięczny oddział odparł 16-tysięczny oddział d'Aousta spod Le Boulou nad rzeką Tech. W tym starciu Francuzi stracili aż 1,2 tysiąca żołnierzy, natomiast straty hiszpańskie wyniosły 300 ofiar.